# Steuerruling
Ein Steuerruling ist eine vorgängig eingeholte verbindliche Auskunft bei der zuständigen Steuerbehörde. Der Steuerpflichtige kann in der Schweiz dabei seinen Sachverhalt und die aus seiner Sicht verbundenen steuerlichen Folgen schildern. Die Steuerbehörde beurteilt anschliessend dessen Ausführungen und gibt eine verbindliche Auskunft. Dies wird häufig von Unternehmen und wohlhabenden Personen genutzt, um komplexe und schwierige Sachverhalte abschliessend beurteilen zu lassen. Es handelt sich bei einem Steuerruling nicht um eine Vereinbarung zwischen dem Steuerpflichtigen und der Steuerverwaltung, bei der vom Gesetz abgewichen werden kann, sondern um eine rechtliche Analyse eines Sachverhalts.

## Zweck
Ein Steuerruling ist eine legale Möglichkeit der Steueroptimierung in der Schweiz. Der Sinn eines Steuerruling besteht darin, dem Steuerpflichtigen Rechtssicherheit zu verschaffen, da dieser die teilweise komplexen und unklaren Steuerfolgen vor einer Transaktion bestätigt erhält. Mit einem Steuerruling kann in der Praxis jedoch nicht eine verbindliche Rechtsauskunft zu einem Sachverhalt verlangt werden, ohne eine eigene rechtliche Würdigung abzugeben, da die Steuerverwaltung nicht als unentgeltliche Rechtsauskunft missbraucht werden soll. Des Weiteren kann mit einem Steuerruling eine zukünftige Streitigkeit mit der Steuerbehörde vermieden werden, da diese an ihre eigene Beurteilung gebunden ist. Dazu muss ein Steuerruling schriftlich eingegeben werden und der Sachverhalt so konkret wie möglich beschrieben werden. Alle relevanten Fakten sind offenzulegen und der Steuerpflichtige ist namentlich zu nennen.

## Bindungswirkung

### Umfang
Ein Steuerruling entfaltet seine Wirkung nur im entsprechenden Kanton oder gegenüber der entsprechenden Steuerverwaltung. Die eidgenössische Steuerverwaltung kann daher keine Sachverhalte für die kantonalen Steuerverwaltungen verbindlich regeln.

### Entfall der Bindungswirkung
Ein Steuerruling ist grundsätzlich bindend, ausser wenn der Steuerpflichtige in wesentlichen Punkten davon abweicht, eine Gesetzesänderung in Kraft tritt oder sich die Behörde irrt. Wird in einem Steuerruling daher nicht die Wahrheit gesagt, so entfällt auch die Bindungswirkung, da sich diese nur auf den dargestellten Sachverhalt erstreckt. Des Weiteren gilt das Steuerruling nur für das anwendbare Recht zum Zeitpunkt der Genehmigung durch die Steuerbehörden. Ein neueres Recht, welches dem alten Recht widerspricht, hebt somit die Bindungswirkung ebenfalls auf.

## Internationaler Vergleich
In der Schweiz sind Steuerruling weit verbreitet. In den meisten Ländern kennt man dieses Instrument jedoch nicht oder steht diesem ablehnend gegenüber.